# В містах (фільм)
В містах (фр. Dans les villes) — канадський фільм Катріни Мартан, що вийшов 2006 року.

## Актори
| Актор        | Роль    |
| ------------ | ------- |
| Єва Дюрансо  | Кароль  |
| Елен Флоран  | Фанні   |
| Робер Лєпаж  | Жан-Люк |
| Елен Луазель | Жозефін |